# Streatham

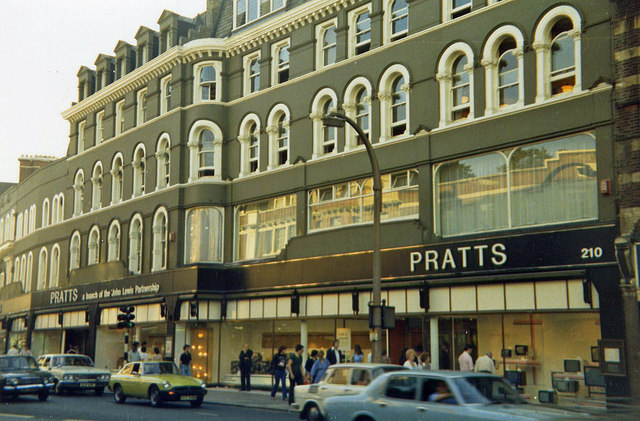
Streatham en 1978.

Streatham est un quartier de la ville de Londres, situé dans le district de Lambeth, sur la rive sud de la Tamise. Il se trouve au sud de Brixton. 

## Personnalités liées à Streatham
- Georges Montefiore-Levi (1832-1906), ingénieur, industriel et homme d'affaires.
- Charles Harper Bennett (1840-1927), photographe, y est né.
- Conrad Dressler (1856-1940), sculpteur, y est né.
- Ernest de Sélincourt (1870-1943), universitaire britannique y est né.
- Agnes de Selincourt (1872-1917), missionnaire et principale de collège, y est née.
- Arnold Bax (1883-1953), compositeur.
- Richard Fitter (1913-2005), naturaliste anglais, y est né.
- Ron Tindall (1935-2012), joueur puis entraîneur de football, y est né.
- Nicholas Clay (1946-2000), acteur, y est né
- David Currie, baron Currie de Marylebone (1946), économiste et membre de la Chambre des lords, y est né.
- Peter Davison (1951-...), acteur.
- Naomi Campbell (1970-...), mannequin
- Dave (rappeur) (1998-), rappeur.